# 鳥飼淳子
鳥飼 淳子（とりかい じゅんこ、1975年8月3日 - ）は、日本の元競泳選手。神奈川県出身。1992年バルセロナオリンピック日本代表。

## 経歴
近畿大学附属高等学校・中学校、近畿大学出身。
1989年パンパシフィック水泳選手権日本代表に選出。
1992年バルセロナオリンピック選考会では200m背泳ぎで優勝し、日本代表に選出された。バルセロナオリンピック本大会では200m背泳ぎでB決勝3位（全体11位）となった。